# 가스톤 라미레스
가스톤 에제끼엘 라미레스 페레이라(Gastón Exequiel Ramírez Pereyra, 1990년 12월 2일 ~ )는 우루과이의 축구 선수이다. 현재 비르투스 엔텔라에서 활약하고 있다.